# بايرينزيبين
بايرينزيبين Pirenzepine (غاستروزيبين) مناهض انتقائي للـ M1 ، ويستخدم في علاج القرحة الهضمية، كما أنه يقلل من إفراز حمض المعدة ويقلل من التشنج العضلي.
ينتمي إلى فئة من العقاير المعروفة بـ مضادات المستقبلات المسكارينية-الأستيل كولين، كونها ناقل عصبي في الجهاز العصبي نظير الودي، الذي يبتدئ بحالة من الراحة ثم يُهَضِّم (بدلا من المقاومة)، وتكون النتيجة في زيادة الحركة المعدية والهضم.
ليس لديه آثار على الدماغ والحبل الشوكي لأنه لا يستطيع الانتشار عبر الحاجز الدموي الدماغي.
تم التحقق من استخدام بايرينزيبين في التحكم في حسر النظر (قصر النظر).

## كيفية الاستخدام
يؤخذ هذا الدواء عن طريق الفم كما يتم وصفه من قبل الطبيب وغالباً مرتين إلى ثلاث مرات في اليوم . طريقة الإعطاء المُثلى هي قبل الطعام بـساعة إلى ساعة ونصف مع كأس ماء. لا تقم بزيادة الجرعة أو أخذ جرعات أكثر من المُعتاد لن تتحسّن بشكل أسرع لكن قد تزداد خطورة التأثيرات الجانبية .

## التأثيرات الجانبية
- جفاف الفم.
- تشوش الرؤية.
- نعاس.
- دوار.
- غثيان.
- قد يحدث نقص بالشهية في الأيام القليلة الأولى حتى يتكيف جسمك على الدواء.
- كما أُبلِغ عن حدوث حرقة في المعدة، إسهال , إمساك، طعم مر، نقص القدرة الجنسية أو الرغبة، نَفَس كريه وتطبُّل بطن.

في حال استمرار أي من هذه التأثيرات أو تسببها بإزعاج لك أخبر طبيبك كما عليك أن تُعلم طبيبك في حال تطورت لديك إحدى الحالات التالية : تسرع قلب، ألم صدري، طفح جلدي، صعوبة تبول، تشوش ,تعرق، تغيرات بالرؤية وإذا لاحظت أثار أخرى غير المذكورة سابقاً أخبر طبيبك أو الصيدلي .

## المحاذير
- أخبر طبيبك في حال كان لديك تاريخ لأحد الأمراض التالية :
- غلوكوما (ارتفاع ضغط العين).
- مشكلة بالبروستات.
- مرض قلبي.
- حساسية.

- عليك أن تنهض ببطء من وضعية الجلوس أو الاستلقاء لتجنب التشوش والدوخة.
- في حال سبَّب لك هذا العلاج شعور بالنعاس أو التشوش كن حذراً عند القيادة أو القيام بأعمال تتطلب الانتباه .
- تجنَّب تناول المشروبات الكحولية التي ستزيد التأثيرات المهدئة لديك .
- يجب ألا يستخدم هذا العلاج خلال الحمل إلا عند الضرورة . ناقش الفوائد والمحاذير مع طبيبك . لا يُعرف ظهور هذا الدواء في حليب الإرضاع لذا استشيري طبيبك قبل الإرضاع .

## التداخل الدوائي
أخبر طبيبك بأي دواء بدون وصفة أو وصفة دوائية يمكن أن تتناولها. لا تبدأ أو توقف أي دواء دون قبول الطبيب أو الصيدلاني.

## الجرعة الزائدة
يمكن أن تتضمن أعراض الجرعة الزائدة جفاف فم غير اعتيادي؛ وعطش زائد؛ وغثيان؛ وإقياء؛ وصعوبة في التنفس؛ ورؤية مشوشة؛ وتوسع حدقة؛ وبشرة متوهجة وحارة وجافة؛ وضعف عضلي؛ ودوار غير معتاد أو نعاس؛ وقلق؛ وتشوش؛ ونوبة مرضية.

## الجرعة الفائتة
إذا فاتتك جرعة، خذها عندما تتذكر في الحال؛ لا تأخذها إذا تذكرتها في وقت قريب من الجرعة التالية، عوضاً عن ذلك، تخطى الجرعة الفائتة واستأنف برنامجك النظامي للجرعات. لا تضاعف الجرعة لتلحق البرنامج.

## التخزين
يتم التخزين بحرارة الغرفة بين 59 و 86 درجة فهرنهايت (15 إلى 30 درجة سلزيوس ) بعيداً عن الحرارة والضوء . لا تخزنه في الحمام وأبقِه كما كل الأدوية بعيداً عن أيدي الأطفال .

## المصدر
- موسوعة العلوم العربية
- http://www.medicinenet.com/pirenzepine-oral/